# Gender Diversity
Gender Diversity (deutsch: „Geschlechterdiversität“ oder „Geschlechtervielfalt“) bezeichnet die bewusste Anerkennung und Förderung geschlechtlicher Parität in Organisationen und ist als integrativer Bestandteil dem Diversity Management zuzuordnen. Besonders in Führungsgremien von Organisationen wie Vorständen und Aufsichtsräten wird eine höhere Geschlechterdiversität gefordert und diskutiert. Außerdem wird Geschlechterdiversität in Bereichen gefordert, die traditionell von Männern dominiert wurden, wie Softwareentwicklung, Mathematik, Ingenieurwissenschaften, Medizin und Naturwissenschaften.

## Gender und Diversity
Gender bezieht sich auf das soziale Geschlecht eines Menschen. Dieses beruht darauf, dass den Menschen bestimmte Geschlechterrollen bzw. geschlechtsspezifische Fähigkeiten und Eigenschaften zugeschrieben werden. Das soziale Geschlecht ist von sozialen und kulturellen Umständen abhängig und damit eine soziokulturelle Konstruktion. Gender ist vom biologischen Geschlecht zu unterscheiden.
Diversität hat verschiedene „Dimensionen“, wie Kultur (Ethnie), Alter, biologisches Geschlecht, sexuelle Orientierung, Behinderung, Religion (Weltanschauung).
Der Begriff Gender Diversity bezieht sich auf die Verschiedenheit der Menschen in der „Dimension“ Gender, das heißt, Menschen unterscheiden sich hinsichtlich ihres sozialen Geschlechts.

## Geschichte
Einer breiteren Öffentlichkeit geläufig wurde der Begriff erstmals im Zuge der politischen Diskussion um die Einführung einer gesetzlichen Frauenquote in Chefetagen. Er wird seitdem auch umgangssprachlich mit Frauenförderung gleichgesetzt, was inhaltlich nicht korrekt ist, da der ursprüngliche Gender-Diversity-Ansatz sich nicht zwangsläufig auf das weibliche Geschlecht beschränkt.
Angestrebtes Ziel der Förderung ist es, durch die Betonung und Respektierung der individuell differierenden geschlechtsspezifischen Verschiedenheiten und sexuellen Orientierungen ein Klima der Toleranz im Umgang miteinander zu ermöglichen und Diskriminierungen zu vermeiden. Darüber hinaus ist Gender Diversity Management für die meisten Unternehmen nicht allein eine Frage von Gleichberechtigung und Fairness. Stattdessen erwartet das Firmenmanagement von der Förderung der Gender Diversity in den Führungsebenen auch einen betriebswirtschaftlichen Nutzen für die Unternehmen.
Eine wesentliche Hypothese, weshalb die bewusste Förderung geschlechtlicher Ausgewogenheit den Unternehmen auch ökonomischen Nutzen bringen soll, beruht u. a. auf der Annahme, dass Frauen stärker mitarbeiterorientiert führen würden. Von den vermehrt vorhandenen weibliche Führungskompetenzen profitierten daher auch die jeweils untergebenen Mitarbeiter, was wiederum zu entsprechenden Leistungssteigerungen führen kann.
Gender Diversity Management ist für viele Unternehmen ein Bestandteil des Personal- bzw. Human-Resources-Managements.

## Vorteile für Organisationen
Man unterscheidet im Wesentlichen drei Argumente für Gender Diversity:
- Gerechtigkeitsaspekte (bessere gesellschaftliche Teilhabe für Frauen)[1]
- makroökonomische Gründe (Ausschöpfung des vorhandenen Humankapitals)[2]
- mikroökonomische Gründe (angenommener positiver Zusammenhang zwischen Geschlechterdiversität und Unternehmenserfolg)[4]

Eine höhere Geschlechtervielfalt kann Vorteile für Organisationen bringen. Eine höhere Geschlechterdiversität kann zu einem besseren Geschäftserfolg, mehr Kunden und höheren Umsatz und Gewinn führen. Durch die Förderung von Geschlechterdiversität in der Führungsebene können Organisationen eine höhere Diversität in  der Mitarbeiterschaft erreichen. Das erlaubt ihnen beim Recruiting, auf einen größeren Talent-Pool zugreifen zu können. Allerdings gibt es auch Studien, die keinen oder negative Effekte dieser Strategie nahelegen. Eine Metaanalyse von 2015 kam jedoch zu dem Schluss, dass sich trotz teilweise widersprechender Studienergebnisse die genannten Vorteile statistisch feststellen lassen.

### Finanzielle Leistungsfähigkeit
Eine Studie der Copenhagen Business School kam 2013 zu dem Ergebnis, dass Verkaufs-Teams mit einer höheren Geschlechtervielfalt höhere Verkaufszahlen und Profit erzielen konnten als rein männliche Teams.
Unterschiedliche Studien der vergangenen Jahre unterstützen die These der höheren Produktivität von geschlechtlich heterogenen Führungsstrukturen. Beispielsweise hatte Roy D. Adler von der Pepperdine Universität bereits 2001 im Rahmen einer Untersuchung von 215 Unternehmen der Fortune 500 eine Korrelation zwischen dem Anteil weiblicher Führungskräfte und einer überdurchschnittlichen Rentabilität beobachtet. Spätere darauf aufbauende Studien untermauerten Adlers These. Eine Studie von McKinsey konnte zeigen, dass Firmen mit einer höheren Geschlechterdiversität eine 15 % höhere Wahrscheinlichkeit haben, einen höheren Gewinn vor Zinsen und Steuern (EBIT) aufzuweisen als der Median der nationalen Industrie.
In einer Studie über S&P-500-Firmen für die Jahre 1998–2002 konnte allerdings kein signifikanter Zusammenhang zwischen Geschlechterdiversität und Unternehmensperformance gefunden werden. Jedoch relativiert sich dieses Ergebnis in der Metaanalyse.
Eine Studie der Universität von British Columbia konnte zeigen, dass Frauen in Verwaltungsräten Firmen dabei helfen, bessere Geschäfte im Bereich Mergers & Acquisitions abzuschließen. Danach senkt jede zusätzliche Frau in einem Verwaltungsrat die gezahlten Gebotsprämien der bietenden Firmen um 15,4 %. Frauen sind demnach eine wichtige Komponente zum Erhalt des Unternehmenswerts.

### Reputation
Mit der Geschlechterdiversität einer Organisation steigt deren Reputation. Eine Studie der Otto Beisheim School of Management kam zu dem Ergebnis, dass höhere Diversität in Startups zu besseren Marketing-Strategien und einem besseren Firmen-Image führte.

### Kundenstamm
Eine 2014 von Gallup durchgeführte Studie konnte zeigen, dass eine Mitarbeiterbasis mit höherer Diversität besser in der Lage war, die Bedürfnisse der Kundenbasis einer Firma zu erfüllen. Die Studie wurde im Gastgewerbe durchgeführt. Geschäftseinheiten mit höherer Geschlechtervielfalt hatten einen 14 % höheren Umsatz und 19 % höheren Gewinn sowie eine deutlich höhere Kundenzufriedenheit als weniger diverse Geschäftseinheiten.
Eine Studie der Universität von Maryland kam zu dem Ergebnis, dass Firmen mit höherer Geschlechterdiversität eine höhere Kundenzahl hatten als Firmen mit geringerer.

### Entscheidungsprozesse
Verschiedene Studien kommen zu dem Ergebnis, dass Teams mit höherer Geschlechtervielfalt bessere Entscheidungen treffen. Die Teams mit höherer Diversität fokussieren stärker auf Fakten, verarbeiten diese Fakten besser und sind innovativer.
Eine gemeinsame Studie der Universität Aalborg und der Universität Island konnte mit einem globalen Datensatz ökonometrisch zeigen, dass Firmen mit höherer Geschlechterdiversität eine höhere Innovationsfähigkeit aufwiesen.
Eine Studie der Universität Kastilien-La Mancha kam zu dem Ergebnis, dass spanische Abteilungen für Forschung und Entwicklung mehr Innovationen auf den Markt brachten, wenn sie eine höhere Geschlechterdiversität aufwiesen.